# Logseq
Logseq是一款开源的笔记软件，可将笔记、研究、PDF标注等内容结合到知识库中以便存储和检索信息，创始人为秦天生。Logseq支援Markdown和Emacs的Org-模式等标记语言。用戶可创建任务、管理和存储笔记和待办事项清单、嵌入页面、標註PDF，并在所有信息之间创建链接，以创造一个自由的信息流。
虽然Logseq宣称自己是一个协作平台，但目前该产品只有一个编辑器，实时协作仍处于开发中。
Logseq已經籌集了410萬美元的初始資本，由Stripe執行長Patrick Collison、Shopify執行長Tobias Lütke和GitHub前執行長Nat Friedman領投。